# Fairfax (Dakota del Sud)
Fairfax és una població dels Estats Units a l'estat de Dakota del Sud. Segons el cens del 2000 tenia 123 habitants.

## Demografia
Segons el cens del 2000, Fairfax tenia 123 habitants, 63 habitatges, i 33 famílies. La densitat de població era de 158,3 habitants per km².
Dels 63 habitatges en un 17,5% hi vivien nens de menys de 18 anys, en un 44,4% hi vivien parelles casades, en un 6,3% dones solteres, i en un 47,6% no eren unitats familiars. En el 47,6% dels habitatges hi vivien persones soles el 31,7% de les quals corresponia a persones de 65 anys o més que vivien soles. El nombre mitjà de persones vivint en cada habitatge era d'1,95 i el nombre mitjà de persones que vivien en cada família era de 2,82.
Per edats la població es repartia de la següent manera: un 17,9% tenia menys de 18 anys, un 3,3% entre 18 i 24, un 17,9% entre 25 i 44, un 25,2% de 45 a 60 i un 35,8% 65 anys o més.
L'edat mediana era de 52 anys. Per cada 100 dones de 18 o més anys hi havia 80,4 homes.
La renda mediana per habitatge era de 19.844 $ i la renda mediana per família de 36.000 $. Els homes tenien una renda mediana de 21.250 $ mentre que les dones 21.250 $. La renda per capita de la població era de 12.805 $. Cap de les famílies i el 4,8% de la població estaven per davall del llindar de pobresa.

## Poblacions més properes
El següent diagrama mostra les poblacions més properes.